# Oraesia argyrolampra
Oraesia argyrolampra là một loài bướm đêm trong họ Noctuidae.